# Serratella serratoides
Serratella serratoides är en dagsländeart som först beskrevs av Mcdunnough 1931.  Serratella serratoides ingår i släktet Serratella och familjen mossdagsländor. Inga underarter finns listade i Catalogue of Life.